# Sheldon, Iowa
Sheldon är en stad (city) i O'Brien County, och  Sioux County, i delstaten Iowa, USA. Enligt United States Census Bureau har staden en folkmängd på 5 124 invånare (2011) och en landarea på 11,6 km².